# Кузнецово (Гірськомарійський район)
Кузнецо́во (рос. Кузнецово, марій. Пызыкнур) — село у складі Гірськомарійського району Марій Ел, Росія. Адміністративний центр Кузнецовського сільського поселення.

## Населення
Населення — 309 осіб (2010; 331 у 2002).
Національний склад (станом на 2002 рік):
- гірські марійці — 86 %